# Заместитель начальника полиции
Заместитель начальника полиции (фин. apulaispoliisipäällikkö) — офицерское звание полиции Финляндии. Нижестоящее звание полицейский инспектор, а следующее вышестоящее  старший полицейский инспектор. В полиции Хельсинки, в силу её особого статуса, заместитель начальника полиции находится в иерархии выше, чем заместитель начальника полиции в других городах.